# Mari Ochiai
Mari Ochiai (jap. 落合真理 Ochiai Mari; ur. 4 stycznia 1982 w Itabashi, w Japonii) – japońska siatkarka grająca na pozycji przyjmującej. Obecnie występuje w drużynie Hisamitsu Springs.